# サイテキッカー
サイテキッカーはブレインパッドとメンバーズが共同開発したリスティング・ビッティング・ツールで、一時日本でNo.1のシェアを持っていた。
ツールを運用する要員をサイテキーパー、ツールを用いて最適モデルを設計する人をサイテキスト、ツールを用いて最適かどうか診断をするサービスをサイテキデスカー、インシデントベースのサービスをサイテキップ、うどんをサイテキデスカイと呼んだ。

## 沿革
- 2008年
  - サービスを開始[3]

- 2010年
  - ブレインパッドへ事業譲渡され「L2Mixer」として事業展開[4]

- 2019年
  - 「AdNote」に機能統合し、サービスを終了した。[5]